# Саиров, Ерлан Бияхметович
Ерлан Бияхметович Саиров (каз. Ерлан Бияхметұлы Саиров; род. 25 июня 1970 года) — казахстанский политический деятель, депутат мажилиса парламента Казахстана VII—VIII созывов (с 2021 года).

## Биография
2000—2003 гг. — директор департамента внутренней политики Министерства культуры, информации и общественного согласия Республики Казахстан.
2003—2005 гг. — исполнительный директор АО «Казинжиринг».
2005—2008 гг. — заведующий информационно-аналитическим отделом мажилиса парламента Казахстана.
2008—2012 гг. — директор департамента общественной политической работы Министерства культуры, информации и общественного согласия Республики Казахстан.
2012—2013 гг. — председатель редакционной коллегии республиканской еженедельной общественно-политической газеты «Ұлт TIMES».
2013—2015 гг. — научный руководитель Общественного фонда «Институт культурного развития».
2017 г. — советник председателя Федерации профсоюзов Республики Казахстан.
Декабрь 2017 года — 2018 г. — заместитель председателя Федерации профсоюзов Республики Казахстан.
2019 — январь 2021 года — директор Института Евразийской интеграции.
С января 2021 года по 19 января 2023 года — депутат мажилиса парламента Казахстана VII созыва по списку партии «Нур Отан».
С 29 марта 2023 года — депутат Мажилиса Парламента Республики Казахстан VIII созыва по партийному списку партии «Аманат».